# Karrier

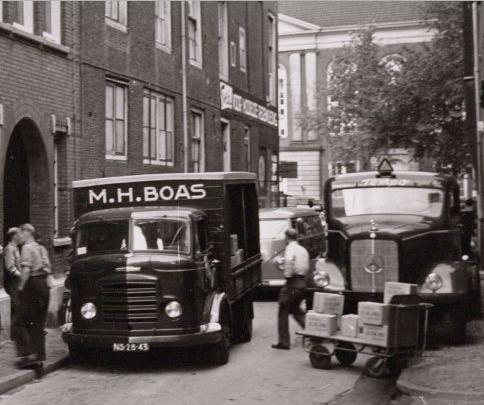
Karrier Bantam

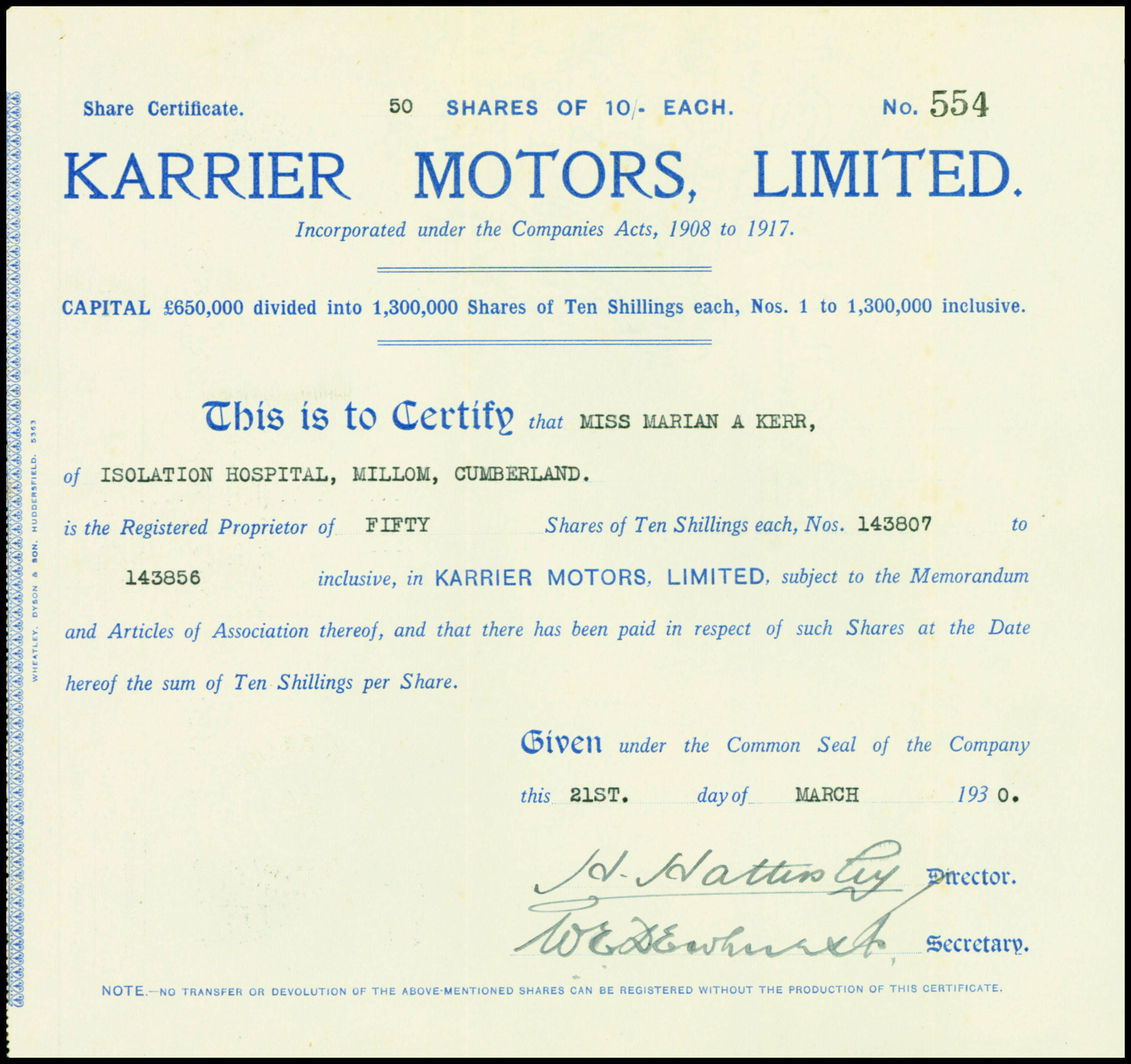
Aktie der Karrier Motors Ltd vom 21. März 1930

Karrier war ein britisches Unternehmen, das vor allem Nutzfahrzeuge herstellte. 

## Geschichte
Die Wurzeln reichen zurück auf die Clayton and Company, die 1904 in Huddersfield gegründet wurde. Ab 1908 wurden Fahrzeuge unter dem Namen Karrier hergestellt, 1920 wurde der Name des Unternehmens in Karrier Motors Ltd umgeändert. Von 1919 bis 1935 meldete das Unternehmen 57 Patente (in GB, DE, ES und FR) zu Technologienentwicklungen für Bürstenwalzen, Kupplungen und Konstruktionen für Schienen- und Straßenfahrzeuge an.
Im Jahre 1934 übernahm die Rootes-Gruppe das Unternehmen. Zwischen 1935 und 1936 kamen zwei weitere Patentanmeldungen unter Karrier Motors Successors Ltd hinzu. Neben Commer bediente Karrier in diesem Konzern die Nutzfahrzeugsparte, wobei Karrier für schwere Transporter und leichte Lastkraftwagen und Commer für leichte Transporter zuständig war. 
Die Rootes-Gruppe wurde 1967 von Chrysler übernommen und wurde damit Teil von Chrysler Europe. Dies bedeutete das Ende für den Markennamen Karrier, da im Zuge der Übernahme durch Chrysler alle Nutzfahrzeuge auf den Markennamen Dodge umgestellt wurden. In den frühen 1970er Jahren lief der Name Karrier deshalb aus. 1978 übernahm Peugeot durch den Kauf der europäischen Niederlassung von Chrysler die Namensrechte an Karrier.